# Barwik (województwo pomorskie)
Barwik (dodatkowa nazwa w j. kaszub. Bôrwik, niem. Barwick) – wieś kaszubska w Polsce, położona w województwie pomorskim, w powiecie kartuskim, w gminie Przodkowo. Wchodzi w skład sołectwa Pomieczyno.
| SIMC    | Nazwa    | Rodzaj    |
| ------- | -------- | --------- |
| 0169472 | Wilanowo | część wsi |

Dawny folwark, notowany pierwszy raz pod koniec XVIII wieku na mapie Schröttera po niemiecku jako Barwick. Nazwę można wywieść od kaszubskiego rzeczownika bôrwik , oznaczającego 'barwinek pospolity', bądź od występującego w Polsce, w tym również na Pomorzu, nazwiska Barwik. 
W latach 1975–1998 miejscowość administracyjnie należała do województwa gdańskiego.